# Vendetta (album Ersguterjunge)
Vendetta to druga część składanki raperów z Ersguterjunge. Album promował utwór Vendetta.

## Utwory
1. Bushido – Intro 2.09
2. Chakuza Eko Fresh und Bushido	– Vendetta 4.09
3. Saad – Centercourt 3.22
4. Bizzy Montana und D-Bo – Bist du bereit 2.23
5. Nyze – Spotlight 3.31
6. Summer Cem und Bushido – Ich pack dich am schopf 3.05
7. Chakuza – V wie vendetta 2.55
8. Saad und Nyze – Der pate 3.09
9. Bizzy Montana und Bushido – Träne aus Blut 3.42
10. Eko Fresh – Was sein muss muss sein 3.53
11. Chakuza und Bizzy Montana – Montana-fliegen 4.00
12. Summer Cem – Schicht im schacht 3.32
13. Bizzy Montana – Hustle und flow 3.12
14. Nyze,Bushido und Saad – Korrekt 3.33
15. D-Bo – Was ist das 3.03
16. Nyze und Chakuza – Was soll das sein 3.08
17. Bushido – Eine nummer fuer sich 3.33
18. Dj Stickle – Outro 1.48